# Anguilla dieffenbachii
Anguilla dieffenbachii es una especie de pez del género Anguilla, familia Anguillidae. Fue descrita científicamente por Gray en 1842.
Se distribuye por el Pacífico Sudoccidental: endémica de Nueva Zelanda. La longitud total (TL) es de 185 centímetros con un peso máximo de 25 kilogramos. Habita en ríos y lagos.
Está clasificada como una especie marina inofensiva para el ser humano. Ampliamente comercializado, puede consumirse frito y asado.